# Chauncey Langdon

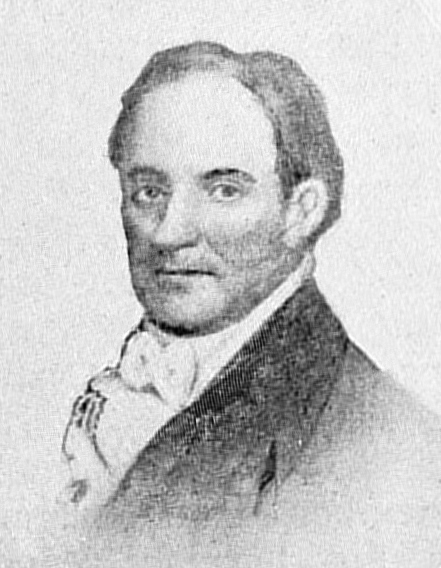
Chauncey Langdon

Chauncey Langdon (* 8. November 1763 in Farmington, Colony of Connecticut; † 23. Juli 1830 in Castleton, Vermont) war ein US-amerikanischer Politiker. Zwischen 1815 und 1817 vertrat er den dritten Wahlbezirk des Bundesstaates Vermont im US-Repräsentantenhaus.

## Werdegang
Chauncey Langdon genoss eine gute Grundschulausbildung und studierte bis 1787 am damaligen Yale College, der heutigen Yale University. Nach seinem Jurastudium und seiner Zulassung als Rechtsanwalt begann er ab 1787 in Castleton in seinem neuen Beruf zu arbeiten. Zwischenzeitlich verlegte er seinen Wohnsitz und seine Praxis nach Windsor. Dann kehrte er wieder nach Castleton zurück.
Zwischen 1792 und 1797 war er Verwaltungsangestellter an einem Nachlassgericht und von 1798 bis 1799 war er dort Richter. Langdon wurde Mitglied der von Alexander Hamilton gegründeten Föderalistischen Partei. Im Jahr 1808 war er Staatsrat (State Councilor). Zwischen 1813 und 1822 war er mehrfach, mit Unterbrechungen, Abgeordneter im Repräsentantenhaus von Vermont. Von 1811 bis zu seinem Tod im Jahr 1830 war Langdon Kurator des Middlebury College.
1814 wurde Langdon im dritten Distrikt von Vermont in das US-Repräsentantenhaus in Washington, D.C. gewählt. Dort trat er am 4. März 1815 die Nachfolge von James Fisk an. Da er bei den folgenden Kongresswahlen im Jahr 1816 auf eine erneute Kandidatur verzichtete, konnte er bis zum 3. März 1817 nur eine Legislaturperiode im Kongress absolvieren. Nach dem Ende seiner Zeit im Kongress war Langdon bis 1822 zeitweise Abgeordneter im Repräsentantenhaus von Vermont. 1823 wurde er nochmals zum Staatsrat gewählt. Dieses Amt bekleidete er bis zu seinem Tod im Jahr 1830.